# シュシー地区
シュシー地区（シュシーちく、アルメニア語: Շուշիի շրջան、ロシア語: Шушинский район、英語: Shushi Region）は、かつてアゼルバイジャンのナゴルノ・カラバフを実効支配していたアルツァフ共和国（ナゴルノ・カラバフ共和国）の地区（ラヨン）。アゼルバイジャン語ではシュシャ（Şuşa, Shusha）と呼ばれ、アゼルバイジャンにもほぼ同じ位置・範囲の同名の行政区画が存在する。中心都市はシュシー（シュシャ）（法令上）で、アルツァフの首都であるステパナケルトからは南に13.8キロメートルという距離にある。2020年のナゴルノ・カラバフ紛争ではアゼルバイジャンにシュシーを含めた地区東部を占領され、2023年のアゼルバイジャンの攻撃後は全域をアゼルバイジャンが実効支配している。
2020年紛争前の面積は382平方キロメートルで、アルツァフの7つの地区の中では最も小さかった。また人口は5,189人（2005年国勢調査、法定人口）で、シャフミアン地区に次いで少なかった。

## 歴史
1930年8月8日、アゼルバイジャン・ソビエト社会主義共和国領内のナゴルノ・カラバフ自治州にシュシー地区（またはシュシャ地区）として設置された。1963年1月4日から1965年1月6日まではステパナケルト地区（州都ステパナケルトとは別、現在のアスケラン地区）に統合された 。自治州時代の人口は1.6万人（1979年）で、そのほとんどがアゼルバイジャン人だった。
ソビエト連邦末期の1991年、自治州は「ナゴルノ・カラバフ共和国（アルツァフ共和国）」として独立宣言を行い、独立を認めないアゼルバイジャンと戦争状態に陥った（ナゴルノ・カラバフ戦争）。首都ステパナケルトから約14キロメートルという距離にあったシュシーはアゼルバイジャンの前線基地となり、旧自治州領内でアゼルバイジャンが敗退していく中でもステパナケルトへ砲撃を行っていた。そのため1992年5月8日にアルツァフ軍およびアルメニア軍はシュシーに総攻撃を行い、翌日の5月9日にシュシーを制圧した（シュシャ占領）。旧自治州領内の「最後の砦」であったシュシー喪失はアゼルバイジャンにとって大きな痛手となり、優勢となったアルメニア人勢力は翌週より旧自治州の領域外へ侵攻を開始。シュシー地区は隣接するラチン県のKöhnəkəndといった村を編入し、面積が拡大した。またシュシー制圧によって地区内からアゼルバイジャン人がいなくなり、代わりにアルメニア人が移住してくるようになった。
2020年9月27日より始まったアゼルバイジャンとの紛争ではアルツァフ南部でアゼルバイジャンが快進撃を続け、10月29日にはシュシーから5キロメートルの距離にまで迫った。激しい戦闘の末11月8日にアゼルバイジャン軍がシュシーを占領し、重要拠点のシュシーを失ったアルツァフは即時に停戦に応じ翌日の11月9日に停戦協定が結ばれた。停戦協定によって旧自治州領域外の占領地およびアゼルバイジャンが制圧した地域が正式にアゼルバイジャンへ返還されることになり、シュシー地区は中心都市シュシーを含む多くの地域を失い、リサゴルといった一部の村が残った。
アルツァフ降伏後は全域をアゼルバイジャンが支配しているが、地区は名目上存続しており行政長官は無給で公務に就いている。

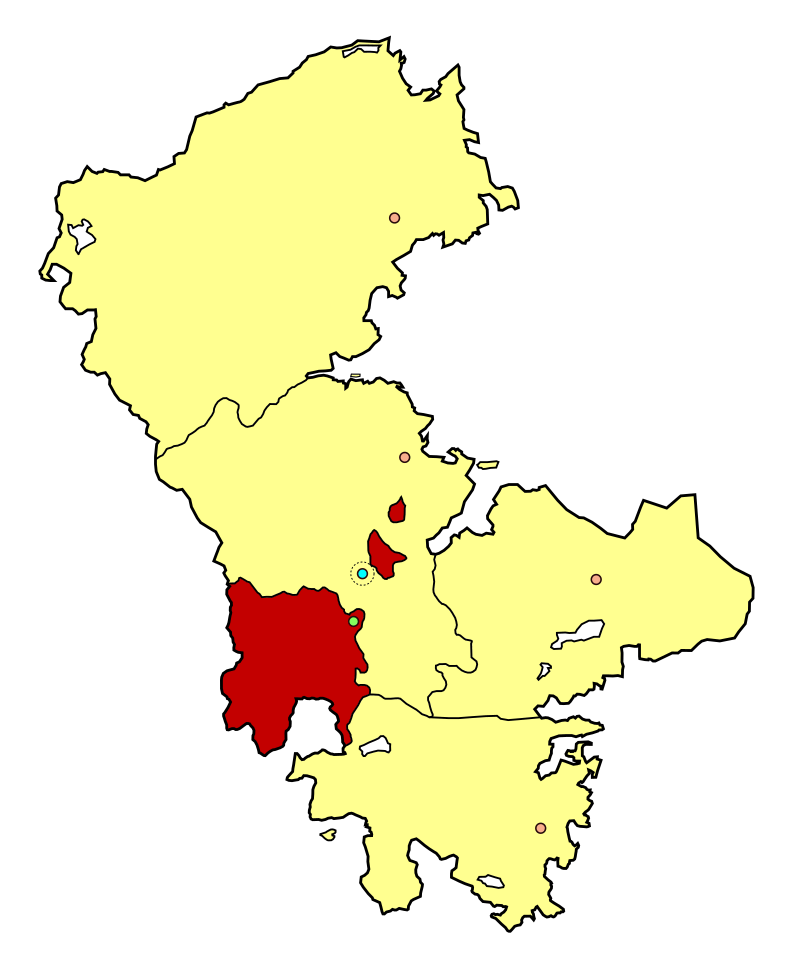
自治州時代のシュシー地区
1992年から2020年までのシュシー地区の範囲

## 住民
地区が位置するナゴルノ・カラバフ地方は元々アルメニア人が多く住み、自治州はアルメニア人のために設置された。そのような地勢にもかかわらず、シュシー地区は自治州の地区としては唯一アゼルバイジャン人が過半数を占めていた。原因のひとつとして、1920年にシュシーで起きたアゼルバイジャン民主共和国によるアルメニア人虐殺事件（シュシャ虐殺）が挙げられる。事件以前は1万5千人（1886年）居たアルメニア人住民は殺害されるかこの地を去り、やがて誰も居なくなった。これとは別にアルメニア人によるアゼルバイジャン人（タタール）の虐殺事件（アルメニア・タタール虐殺）が1905年に発生しており、シュシー事件の後もアゼルバイジャン人はアルメニア人に迫害されたとアゼルバイジャン政府は主張している。1992年はアゼルバイジャン人住民が、2020年にはアルメニア人住民がそれぞれ退去しており、住民が大きく変化している。
シュシー地区の民族別人口統計は以下の通り。
| 民族               | 調査年  | 調査年 | 調査年 | 調査年 | 調査年 | 調査年 |
| 民族               | 1926年1 | 1939年 | 1959年 | 1970年 | 1979年 | 2005年 |
| ------------------ | ------- | ------ | ------ | ------ | ------ | ------ |
| アルメニア人       | 101     | 4,177  | 3,794  | 3,577  | 2,881  | 4.305  |
| アゼルバイジャン人 | -       | 6,306  | 6,564  | 9,890  | 12,955 | -      |
| ロシア人           | 9       | 256    | 198    | 142    | 114    | 7      |
| その他             | 9,2202  | 203    | -      | 73     | 113    | -      |
| 地区全体           | 9,330   | 10,819 | 10,626 | 13,664 | 16,019 | 4,324  |

補足
1 この年はシュシー地区とシュシー市が個別に調査されている。表に記載しているのはその合計値。
2 タタール人。アゼルバイジャン人が含まれる。
3 ウクライナ人。

## 主な都市
アルメニア語/アゼルバイジャン語（どちらも標準ラテン文字表記）と併記している。
- Mets Shen / Boyuk Galadarasi
- Karintak / Dashalty - 2020年アゼルバイジャンが奪還
- Hin Shen / Kichik Galadarasi
- Kohnakend - 2020年アゼルバイジャンが奪還
- Lisagor / Turshsu
- シュシー / シュシャ（英語版）（Shushi / Shusha） - 中心都市、2020年アゼルバイジャンが奪還
- Yeghtsahogh / Sarybaba